# TKB-059三管突击步枪
TKB-059（俄语：ТКБ-059；ТКБ，全寫：Тульское Конструкторское Бюро，意為：圖拉設計局）是一枝由苏联輕兵器設計師日耳曼·A·科洛波夫於1966年基於Pribor ZB（俄语：Прибор 3Б）而設計的3管式犢牛式突击步枪，可以全自動射擊，發射7.62×39毫米苏联口徑步枪子彈。

## 歷史與設計細節

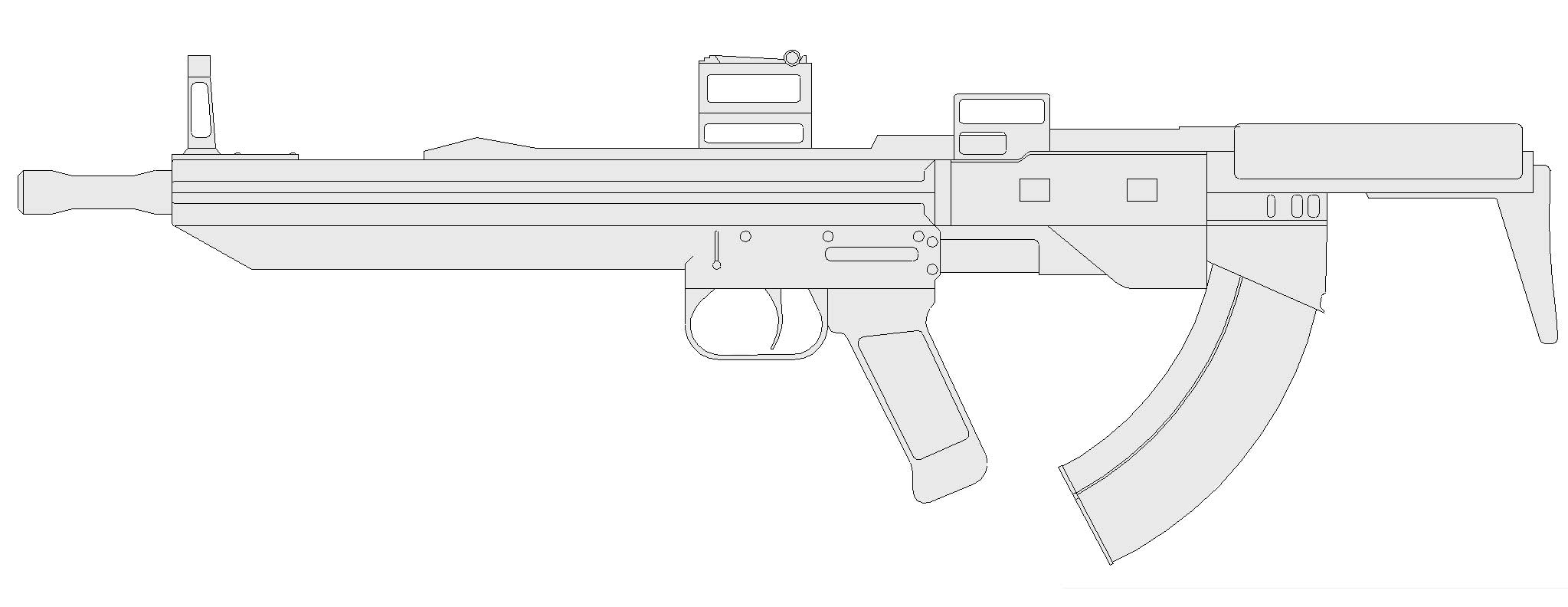
TKB-059的素描圖。

1950～60年代為冷戰時期，美國與前蘇聯都對雙管及多管齊射式單兵自動武器進行了一系列的研究。當中1960年代初，蘇聯槍械設計師日耳曼·A·科洛波夫設計了TKB-059三管突擊步槍。TKB-059是以大幅提升擊中敵人的機率和停止作用為目的而研發的一種武器。作為一項武器項目，它就是為了對抗美國的「齊射」（SALVO）武器研究項目而研發出來。
TKB-059採用犢牛式結構，包含三根獨立的槍管和三套獨立的供彈機構，發射7.62×39毫米M1943中间型威力步枪子彈。與大多數雙管齊射式單兵自動武器採用兩個彈匣分別供彈不同，TKB-059所採用的供彈具是一個特製的90發7.62×39毫米可拆卸式彈匣，彈匣內部亦為三排並聯式結構，分別向三根槍管供彈。每條槍管會從彈匣中相應的一排獨立供彈，而不會從其他的兩排來供彈。
擊發機構則是整合在一起的，通過一個扳機來同時控制三根槍管的射擊。TKB-059所擊發以後的彈殼會從彈匣前端朝下的拋殼口排出，從而同時解決了複雜的三根槍管拋殼問題，以及左手射擊時彈殼拋向射手面部及氣體灼傷的問題；由於左撇子士兵也可以使用，這也使得一般犢牛式枪械都不可能以左右雙手進行射擊變成了可能。另外，為了統一其機構，該槍的一些零部件與AK相通用，從而簡化了生產工藝並為後勤保障提供了方便。 
在齊射時，TKB-059可以達到1,400—1,800發／分鐘的高射速發射7.62×39毫米步槍子彈，後座力非常嚴重，但一名經過訓練的斯拉夫士兵在射擊時仍然能夠以合適的方式來減低在全自動射擊時的後座力，足以保證較高的射擊精度，火力密度則十分驚人。多枝TKB-059一起對準一個目標（例如樹幹）時更可以實現攔截射擊的效果。
TKB-059在測試中表現搶眼，展示了其極高的精度。然而，其過於前衛的特異設計、奇異複雜的結構、三管式設計、當時十分另類的犢牛式結構、質量較重以及無法與當時蘇軍標准單兵突擊步槍AKM的彈匣通用，都成為了最終導致蘇聯軍方拒絕採用TKB-059的理由。如今，當年的TKB-059樣槍已經成為了俄羅斯圖拉設計局博物館內的收藏品之一。

## 資料來源
1. ↑  .   [2010-04-25]. （原始内容存档于2018-07-08）.

## 外部連結
- Gunpedia—TKB-059（页面存档备份，存于）
- Photo of Pribor ZB
- Photo of TKB-059
- Photo of TKB-059（页面存档备份，存于）
- Photo of TKB-059（页面存档备份，存于）
- Photo of a three-barrel assault rifle of the project SALVO（页面存档备份，存于）
- （英文）—The Firearm Blog.com—
  - The TKB-059: A TRIPLE Barrel Assault Rifle（页面存档备份，存于）
  - POTD: Triple Barreled Bullpup（页面存档备份，存于）